# Smeden (Brugge)
Het ambacht van de smeden was een van de voornaamste ambachten in de stad Brugge.

## Geschiedenis
Van het ambacht van de smeden zijn documenten bewaard over de periode 1445 tot 1796. Het ambacht was een van de oudste van de stad. De eerste keuren werden in dit ambacht al in de dertiende eeuw verleend.
In 1376 werden de beslissingen van het ambachtsbestuur door de stadsmagistraat bekrachtigd, waarbij de voorwaarden voor toetreding tot het ambacht werden vastgelegd: het te leveren proefstuk en de te betalen entreegelden.
Dit ambacht telde heel wat ondergeschikte ambachten. In sommige periodes klom het aantal op tot zeventien. De voornaamste dergelijke ambachten waren die van de hoefsmeden, de slotmakers, de nagelmakers, de messenmakers, de gewichtenmakers, de zadelmakers en harnasmakers.
Regelmatig werden afspraken vastgelegd over de wederzijdse rechten van het hoofdambacht en van de ondergeschikte ambachten. Voorbeelden:
- 1471: akkoord tussen de smeden en de zadelmakers over wie wat mocht vervaardigen voor wagens of paardentuigen.
- 1502: verbod opgelegd door de stadsmagistraat om ijzeren voorwerpen te koop aan te bieden die niet in de stad zelf verwaardigd waren.
- 1508: verbod opgelegd aan de slotenmakers om nog kruisbogen te maken.
- 1567: verbod opgelegd aan de maatstokmakers om ijzer te gebruiken bij het vervaardigen van hun voorwerpen.

Het ambacht bleef de uitoefenaars van het beroep verenigen tot op het einde van het ancien régime. Nadien verdween ze niet helemaal en bleef als Smedenbond, binnen een overkoepelende middenstandsorganisatie, tijdens de negentiende en twintigste eeuw verder bestaan.

## Gebouwen
Het smedenambacht verkoos in 1352 zijn hoofdkwartier tamelijk buiten het centrum in te planten, in een straat die dankzij zijn komst de Smedenstraat werd genoemd. De naam bestond trouwens al in 1288, waarschijnlijk omdat de plek toen al verschillende smidsen telde. De stadspoort die Brugge langs die zijde afsloot werd de Smedenpoort. De smeden namen er een vervallen passantenhuis in gebruik, op de hoek tussen de Smedenstraat en de Leemputstraat. Ze bouwden er hun gildehuis en zeven godshuizen. Rond midden de vijftiende eeuw bouwden ze een ruime kapel die ze de naam gaven van hun patroon, Sint-Elooi. De kapel werd in 1454 ingewijd.
In 1798 werd de volledige eigendom als nationaal goed openbaar verkocht. Van het gildehuis en de godshuizen bleef, na allerhande verbouwingen en slopingen, weinig of niets over. De kapel hield stand en werd gebruikt als opslagplaats. In 1927 werd ze beschermd in de derde klas van de burgerlijke privégebouwen. Door de monumentenwet van 1931 werd die klas afgeschaft, de bescherming van de smedenkapel opgeheven en niet hernomen als volwaardig beschermd monument. Nog in 1953 zette de Koninklijke Commissie voor Monumenten en Landschappern opnieuw de beschermingsprocedure in, maar die werd niet door de bevoegde minister bekrachtigd. Niet-beschermd werd het monument vogelvrij.
Ondertussen was het gebouw verkocht en werd in omgevormd tot garage voor autoherstellingen. De ruimte bood echter niet de mogelijkheden die de garagist verlangde. Hij wilde dan ook het gebouw slopen en meteen boven zijn garage een appartementsgebouw oprichten, maar het stadsbestuur weigerde. 
Op 4 december 1953 werd op geheimzinnige wijze, midden de nacht, aanzienlijke schade aan het gebouw toegebracht: een gedeelte van de absismuur werd ingebeukt en stortte in. Het gebouw takelde daarna verder af. De eigenaar deed er alles aan om de aftakeling te bespoedigen. Er werd slopingsvergunning afgeleverd en in maart-april 1962 en mei-juni 1963 werd het vijftiende-eeuwse monument met de grond gelijk gemaakt. Dit gebeurde onder luid protest van sommigen, onder wie de oud-eerste-minister Achiel Van Acker. In de plaats kwam een appartementsgebouw.

## De  kleine ambachten
Onder de zeventien ambachten die afhingen van het hoofdambacht van de smeden, zijn te vermelden:
- De hoefmakers of paardensmeden. Dit leden van dit ambacht hadden het alleenrecht paarden te beslaan en  verschillende voorwerpen te maken dienstig voor wagens of rijtuigen.
- De swartsmeden hadden de exclusiviteit voor het fabriceren van sommige werktuigen zoals spaden, haken, enz.
- De slotenmakers waren beperkt tot, maar hadden tezelfdertijd de exclusiviteit voor, het vervaardigen van sloten evenals van de nagels nodig voor het bevestigen van de sloten.
- De nagelmakers maakten uitsluitend nagels. Het gewicht en de afmetingen van de verschillende nagelsoorten werd in keuren vastgelegd.
- De messenmakers maakten uitsluitend messen. Bij de verkoop moest verplichtend een schede behoren. De meesters mochten winkel houden zowel thuis als in een hal op de Vrijdagmarkt. Oude messen mochten ze alleen op die laatst genoemde plek verkopen.
- De schedemakers, concurrenten van de messenmakers, mochten met hun scheden ook messen verkopen, maar alleen op de Vrijdagmarkt.
- De gewichtenmakers waren helemaal ondergeschikt aan het ambacht van de smeden, want om als meester-gewichtenmaker te worden aanvaard, moet men eerst lid van het smedenambacht zijn.
- De ijzerwegers waren zowat een buitenbeentje. Ze hadden een eigen patroon, Sint-Nicolaas, en ze hadden hun kerkdiensten in de Sint-Janskapel. Hun weegtoestel stond op de Sint-Jansplaats. Er was dit ambacht geen lang leven beschoren. Het werd in 1527 afgeschaft en in 1579 werd de weegschaal afgebroken.
- Harnasmakers of gareelmakers waren zeldzaam. In 1542 was er zelfs geen enkele meer in Brugge, en het stadsbestuur deed een openbare oproep. De Brusselse harnasmaker Pieter Van Hove meldde zich aan en de stad betaalde in zijn plaats het verschuldigde intredegeld aan het smedenambacht.
- De zadelmakers gebruikten koe-, ossen- en kalvervellen. Er werd controle uitgeoefend op de kwaliteit van de grondstoffen.
- De koperslagers waren als ambacht gesplitst in:
  - grote koperslagers, die ketels maakten voor brouwerijen en stokerijen;
  - kleine koperslagers, die allerhande huisraad maakten.
- De geelgieters, die in 1566, het jaar van de Beeldenstorm, de stad verlieten, waren onderverdeeld in:
  - klokkengieters;
  - kleine geelgieters, die klein koperwerk maakten.
- De speldenmakers vervingen de vanouds gebruikte houten of ivoren pinnen, door metalen spelden. De uitvinding hiervan gebeurde begin 15e eeuw in Frankrijk en ze werden weldra ook in Brugge geproduceerd. In de loop van die eeuw werden in de stad een dozijn fabrieken opgericht, die elk meer dan twintig medewerkers hadden. Tijdens de godsdiensttroebelen, midden 16e eeuw, vertrokken de meesten naar Antwerpen en waren er uiteindelijk geen producenten meer in Brugge.
- De paternostermakers kwamen tegemoet aan de persoonlijke vroomheid van de gelovigen die vanaf het begin van de 13e eeuw de rozenkrans baden. Samen met Lübeck was Brugge de exclusieve stad waar amber of barnsteen tot paternosterkorrels werd verwerkt. De eerste paternostermakers werden in Brugge vermeld in 1299. In 1420 behoorden zeventig meesters tot dit ambacht, dat echter toen al op de terugweg was en stilaan verdween.